# Cesc Fàbregas
Francesc Fàbregas Soler (Arenys de Mar, 4 de maio de 1987) é um treinador e ex-futebolista espanhol que atuava como meio-campista. Atualmente comanda o Como.
Iniciou sua carreira nas categorias de base do Barcelona, mas em setembro de 2003, aos 16 anos, assinou com o inglês Arsenal. Com jogadores importantes sofrendo lesões na temporada 2004–05, passou a se estabelecer como titular no meio-campo dos Gunners, onde futuramente viria a ser craque e capitão do time. Ele quebrou vários recordes do clube no processo, ganhando a reputação de um dos melhores jogadores de sua posição. Depois de prolongadas negociações de transferência, Fàbregas retornou ao Barcelona em 15 de agosto de 2011, com o clube catalão tendo pago 35 milhões de euros pelo meio-campista.
Retornou à Londres em julho de 2014, dessa vez contratado pelo Chelsea, rival do Arsenal. Logo em sua primeira temporada pelos Blues, conquistou os títulos da Premier League e da Copa da Liga Inglesa, sendo o líder de assistências desta primeira.
Pela Espanha, começou atuando pelo Sub-17 na Campeonato Mundial Sub-17 de 2003, realizado na Finlândia. Como resultado de seu desempenho no Arsenal, ele recebeu sua primeira convocação para a Seleção Espanhola principal em fevereiro de 2006. Cesc jogou a Copa do Mundo de 2006, tendo sido peça-chave posteriormente nas conquistas da Euro 2008, da Euro 2012 e da Copa do Mundo de 2010, onde deu a assistência para Andrés Iniesta fazer o gol do titulo na final contra a Holanda.

## Carreira como jogador

### Mataró e Barcelona
Ainda na sua infância, começou a jogar futebol no Mataró, um pequeno clube catalão.
Aos 13 anos de idade foi contratado pelo Barcelona, onde começou atuando como volante. Apesar de na época atuar numa função defensiva, marcou 30 gols pelas categorias de base do clube. No entanto, apesar das boas atuações e dos gols pelas equipes juvenis, o meia nunca conseguiu ser promovido ao time principal do Barcelona. Com isso, aos 16 anos recebeu uma proposta do Arsenal e foi contratado pelo time inglês. Durante seu tempo na academia do Barcelona para jovens, Fàbregas recebeu de Josep Guardiola, então capitão e camisa 4 do clube, sua camisa como consolo quando os seus pais se divorciaram.

### Arsenal
Chegou ao Arsenal em setembro de 2003, como uma promessa que seria lapidada para o futuro. Inicialmente a vida de Fàbregas na capital inglesa foi complicada, pois, quando se mudou para lá, ainda não sabia falar inglês. Com o passar do tempo, fez amizade com Philippe Senderos que, apesar de ter nascido na Suíça, também fala espanhol, fato que ajudou o jovem a estabelecer-se no time.
Embora costumasse receber algumas chances com o treinador Arsène Wenger, o meia não firmou-se como titular imediatamente. Era uma tarefa difícil, visto que seus concorrentes de posição eram Patrick Vieira, Gilberto Silva e Edu, muito mais experientes que o espanhol, com apenas 16 anos na época. Porém, em 23 de outubro de 2003, Wenger poupou os titulares e deu uma primeira chance a Fàbregas no time titular do Arsenal, no empate contra o Rotherham United, em jogo válido pela Copa da Liga Inglesa. Com isso, ele tornou-se o jogador mais jovem a atuar pelo time principal do Arsenal, com apenas 16 anos e 177 dias. Logo se tornaria também o jogador mais jovem a marcar um gol pelo clube, na fase seguinte da Copa da Liga Inglesa, onde marcou um dos tentos na vitória por 5–1 sobre o Wolverhampton. Embora o Arsenal tenha sido campeão invicto da Premier League naquela temporada (2003–04), Fàbregas não foi premiado com uma medalha porque não chegou a atuar em uma partida da liga.
Ainda não era no início da temporada 2004–05 que Fàbregas viria a se firmar no time titular do Arsenal. No entanto, com a lesão de Patrick Vieira, Cesc enfim estreou na Premier League, iniciando como titular em quatro partidas consecutivas e sendo elogiado por Arsène Wenger. Conseguiu também mais uma marca histórica dentro do clube, sendo o jogador mais jovem do Arsenal a marcar um gol na Premier League. Com as lesões de Gilberto Silva e Edu, Fàbregas tinha cada vez mais chances de atuar pelo time titular. Na Liga dos Campeões da UEFA, tornou-se o segundo jogador mais jovem a marcar um gol na competição, na vitória por 5–1 sobre o Rosenborg. Concluiu a temporada sendo campeão da Copa da Inglaterra, iniciando, como titular, a final contra o Manchester United, que viria a ser decidida em uma disputa por pênaltis, vencida por 5–4 pelo Arsenal.
Na temporada 2005–06, após as saídas de Patrick Vieira, para a Juventus, e Edu, para o Valencia, Fàbregas se tornou titular absoluto no meio-campo do Arsenal, ao lado de Gilberto Silva. Atuou num total de 50 partidas por todas as competições durante a temporada 2005–06, tendo grande destaque nos jogos finais da Liga dos Campeões da UEFA, levando o time londrino ao segundo lugar da competição. Após a excelente temporada pelo Arsenal, o jogador seria premiado com o Golden Boy. Com isso, conquistou uma vaga na Seleção Espanhola que foi à Copa do Mundo de 2006, na Alemanha.

#### Capitão do time

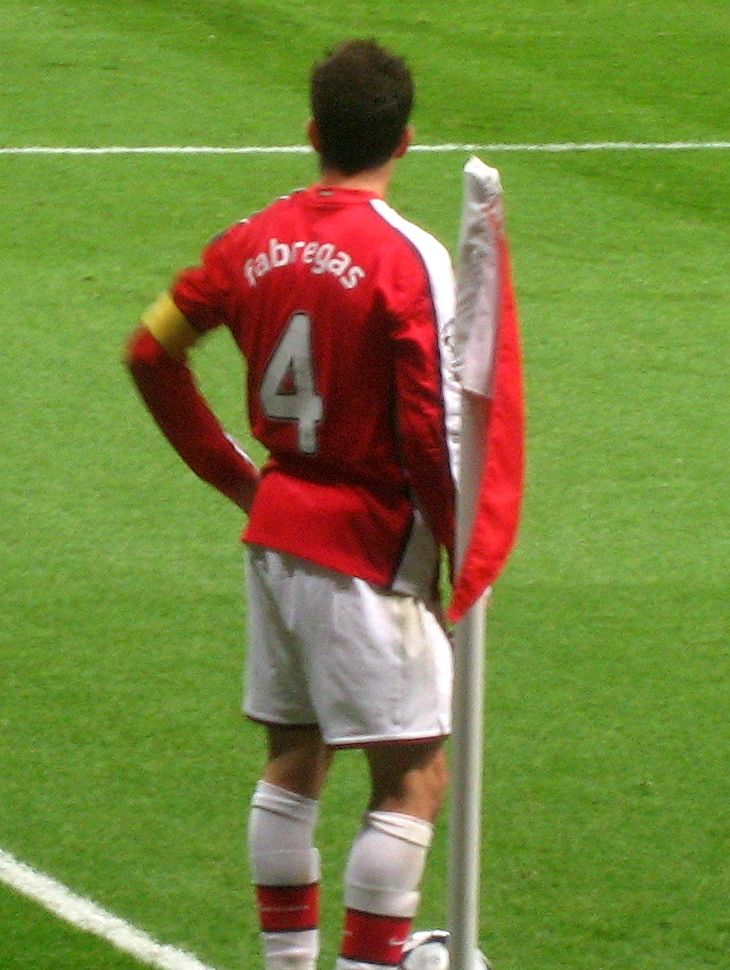
No ano de 2008, Fàbregas tornou-se o capitão do Arsenal

Ao final da temporada 2007–08, com as saídas de Thierry Henry, que havia ido para o Barcelona na temporada anterior, e posteriormente Gilberto Silva, que foi para o Panathinaikos, o zagueiro William Gallas havia se tornado o capitão do time. Aos 20 anos e sendo um dos principais destaques do time, Fàbregas era alvo de uma disputa entre Real Madrid e Barcelona, que batalhavam pela sua contratação. Enquanto o clube madrilenho estaria disposto a pagar 25 milhões de euros pelo jogador, o clube catalão estaria interessado em envolver o volante Xavi Hernández numa troca.
Na temporada seguinte, 2008–09, após alguns atos de indisciplina de Gallas em novembro de 2008, Fàbregas foi escolhido como novo capitão do time pelo treinador Arsène Wenger. No entanto, juntamente com a queda do Arsenal na tabela, o espanhol foi afastado por quatro meses devido a uma lesão no joelho, sofrida num jogo contra o Liverpool. Os Gunners, que terminaram mais uma vez a temporada sem nenhum troféu, ficaram em 4º lugar na Premier League e foram eliminados nas semifinais da Liga dos Campeões pelo Manchester United, um de seus maiores rivais.

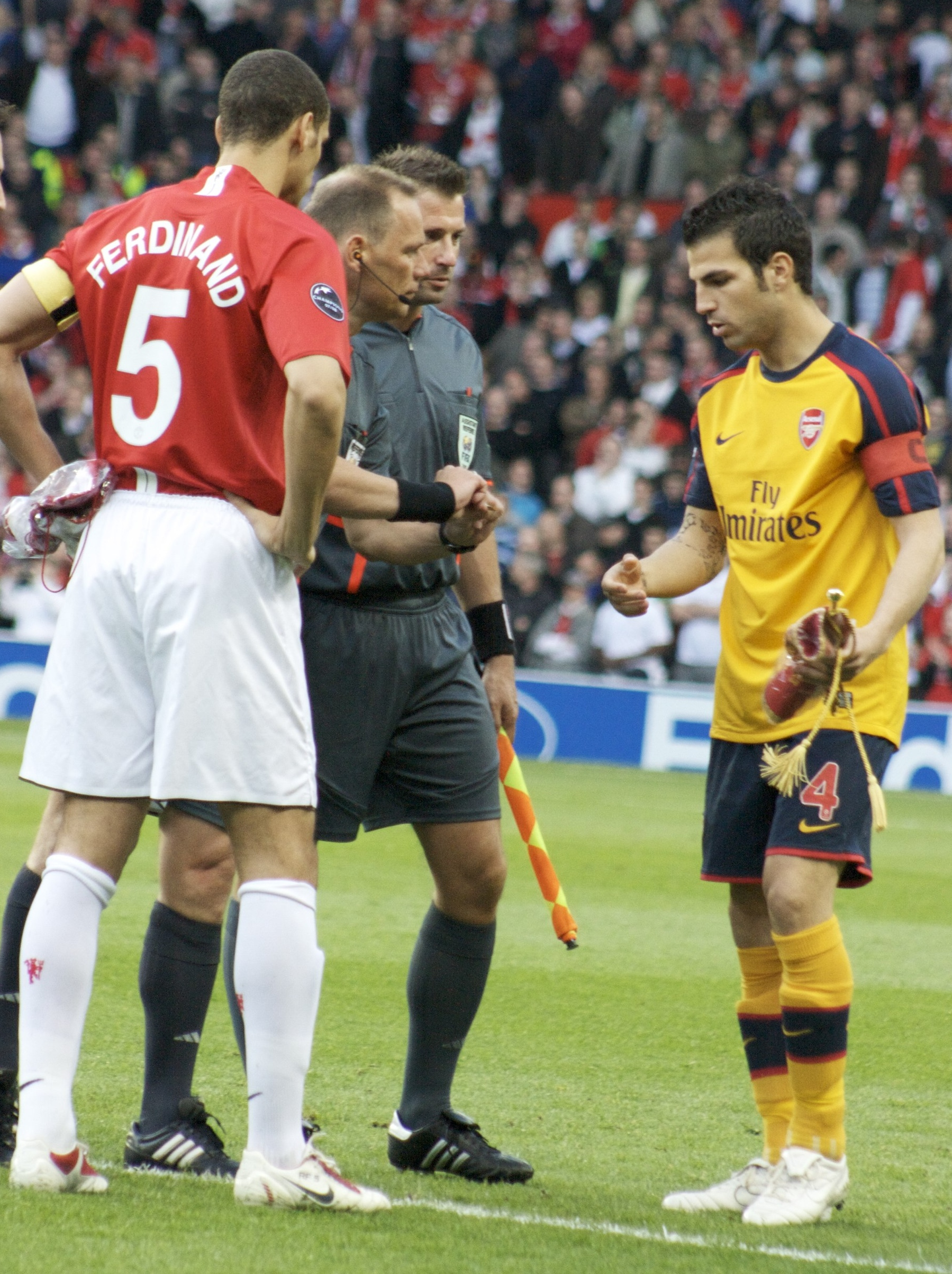
Fàbregas ao lado de Rio Ferdinand, seu adversário na semifinal da Liga dos Campeões de 2008–09

No jogo de abertura da temporada 2009–10, Fàbregas marcou um gol e conseguiu dar duas assistências no dia 15 de agosto, na goleada por 6–1 sobre o Everton, em pleno Goodison Park. O Arsenal garantiu a classificação para a fase de grupos da Liga dos Campeões ao derrotar os escoceses do Celtic nos dois jogos, mas o bom início de temporada foi interrompido por duas derrotas consecutivas, contra Manchester United e Manchester City, com gol de Emmanuel Adebayor, que acabara de sair do clube londrino. Após este revés, a equipe se recuperou fortemente, e com um Fàbregas inspirado, ajudou o Arsenal a se manter invicto nos treze jogos seguintes. Cesc viria a se lesionar em 31 de março de 2010, durante o jogo de ida das quartas de final da Liga dos Campeões contra o Barcelona, no Emirates Stadium, o espanhol sofreu uma fratura na perna. O jogo terminou empatado em 2–2. Na volta, o Arsenal terminou eliminado frente a um Camp Nou lotado, após uma espetacular partida de Lionel Messi, que marcou os quatro gols do Barça. Na Premier League, o Arsenal terminou na 3ª colocação, onze pontos atrás do campeão Chelsea. Fàbregas finalizou a temporada com 19 gols marcados e 19 assistências distribuídas somando todas as competições, e foi nomeado para a Equipe do Ano pela PFA.
Na temporada 2010–11, vinha novamente sofrendo com lesões, e apresentava um futebol abaixo do esperado. Especulações sobre uma possível saída para o Barcelona, onde jogou nas categorias de base, também tem causado polêmicas. O clube chegou a oficializar uma proposta de 35 milhões de euros pelo jogador, rejeitada pelo Arsenal. Curiosamente, foi exatamente o Barcelona que eliminou, pela segunda temporada consecutiva, o clube londrino da Liga dos Campeões. Desta vez nas oitavas de final, após ter vencido por 2–1 o jogo de ida no Emirates Stadium, numa virada emocionante, o Arsenal acabou eliminado novamente no Camp Nou após uma derrota por 3–1. Em seus últimos jogos pelo Arsenal, Fàbregas chegou à marca de 300 partidas com a camisa dos Gunners.

### Barcelona

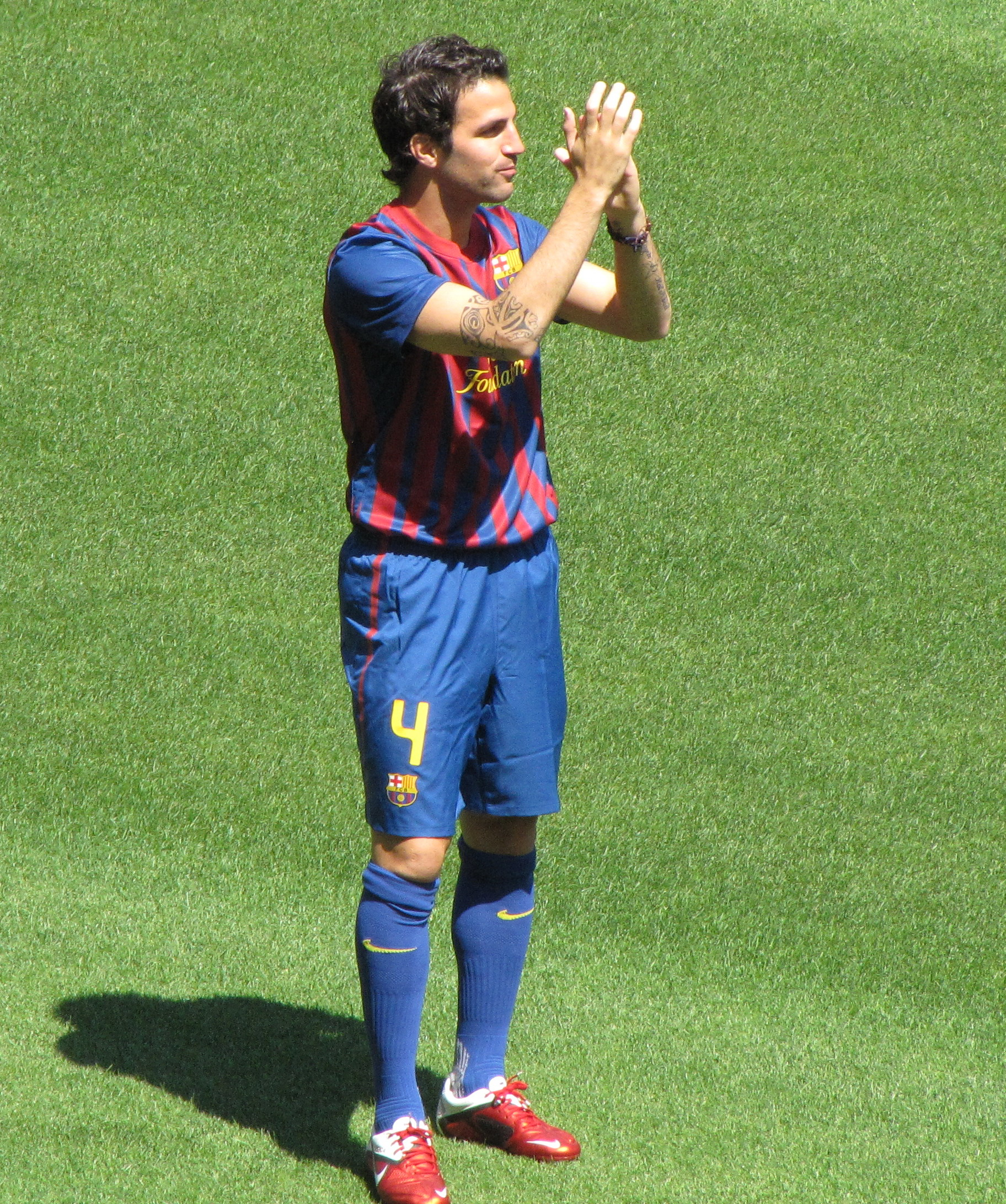
Fàbregas em agosto de 2011, durante sua apresentação no Barcelona

No dia 15 de agosto de 2011, após uma longa negociação, o Barcelona desembolsou cerca de 34 milhões de euros e mais 6 milhões de bônus para anunciar a contratação de Cesc Fàbregas. O meia, que retornou ao time onde já havia atuado pelas categorias de base entre 1997 a 2003, recebeu a camisa 4, número que por muitos anos foi de Josep Guardiola. Durante sua apresentação, Fàbregas declarou que seria "o maior desafio de sua vida".
| “ | Estou preparado para assumir o papel e corresponder. Escolhi o caminho mais difícil, mas mais gratificante para mim. É o maior desafio da minha vida e espero poder melhorar um pouco o que já é a melhor equipe do mundo. | ” |

Sua estreia aconteceu no dia 17 de agosto, contra o Real Madrid, em jogo realizado no Camp Nou. O jogador entrou aos 40 minutos do segundo tempo, quando a partida estava empatada em 2–2. Mostrando que tem estrela, Fàbregas participou do terceiro gol do time catalão, marcado por Lionel Messi, sendo este o gol do título da Supercopa da Espanha de 2011. O seu primeiro gol aconteceu num amistoso, uma goleada por 5–0 contra o Napoli, em que o meio-campista abriu o placar para o Barça. Seu primeiro gol oficial pelo clube foi marcado no dia 25 de agosto, na vitória por 2–0 contra o Porto, em jogo válido pela Supercopa da UEFA. Fàbregas, que foi reserva no jogo único realizado no Stade Louis II, entrou no segundo tempo e marcou o segundo gol após receber uma assistência de Messi. O jogador voltou a balançar as redes no dia 29 de agosto, na esmagadora vitória por 5–0 contra o Villarreal, em jogo que marcou a estreia na La Liga.

#### 2012–13
Fàbregas encerrou seu jejum de gols ao marcar contra o Sevilla, em uma vitória por 3–2. Em seguida, ele marcou mais três gols no mês de outubro, em jogos válidos pela La Liga, Liga dos Campeões da UEFA e Copa do Rei. O meia voltou a balançar as redes no dia 25 de novembro,  na goleada por 4–0 contra o Levante, fora de casa.
Em 13 de janeiro de 2013, Fàbregas marcou um dos gols na vitória por 3–1 fora de casa contra o Málaga. O jogador marcou seu primeiro hat-trick na carreira contra o Mallorca, no dia 6 de abril, na goleada por 5–0. Os outros tentos foram de Alexis Sánchez, aos 22 e 39 minutos do primeiro tempo. Com isso, Fàbregas encerrou a temporada sendo o terceiro artilheiro do Barcelona, atrás de Lionel Messi e David Villa. O meia espanhol marcou mais um gol no dia 20 de abril, na vitória por 1–0 contra o Levante, que deixou sua equipe mais próxima do título da La Liga. No dia 1 de junho, com o Barcelona já campeão, Fàbregas marcou na goleada por 4–1 contra o Málaga, em jogo válido pela última rodada da La Liga.

### Chelsea

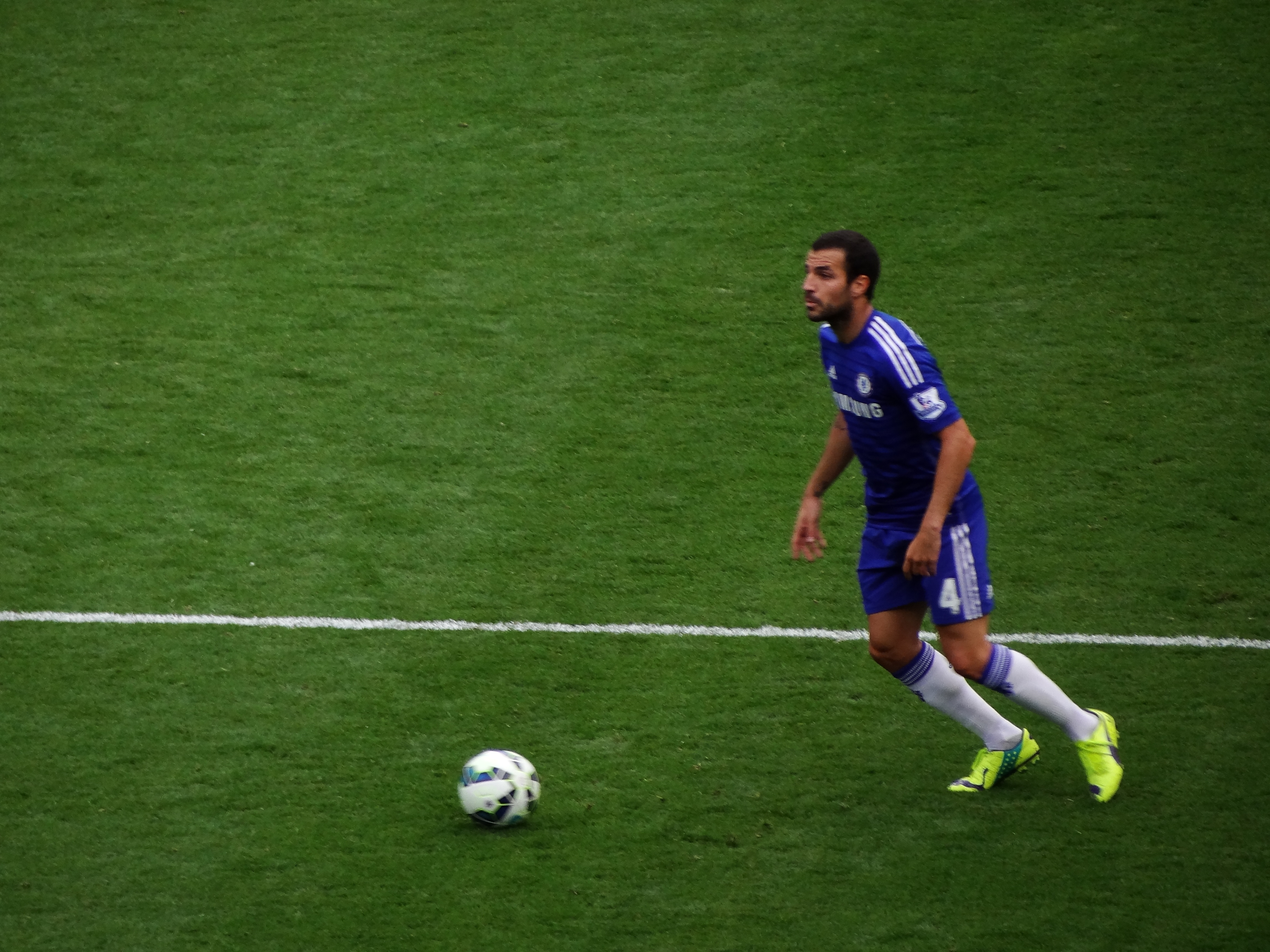
Fàbregas atuando pelo Chelsea em agosto de 2014

Foi anunciado pelo Chelsea no dia 12 de junho de 2014, assinando um contrato de cinco anos com o clube inglês. A transferência custou aproximadamente 33 milhões de euros. Fàbregas recebeu a camisa de número 4, anteriormente usada por David Luiz.
O meia fez a sua estreia no dia 18 de agosto, num jogo contra o Burnley; ele jogou os 90 minutos na vitória por 3–1 dos Blues, dando duas assistências. No mês de agosto, Fàbregas foi candidato ao prêmio Jogador do Mês da Premier League, mas o prêmio foi outra vez para o atacante Diego Costa, outro recém-contratado pelo clube.
Em 13 de setembro, depois de dar duas assistências na vitória por 4–2 do Chelsea sobre o Swansea, Fàbregas tornou-se o primeiro jogador na história da Premier League a dar pelo menos uma assistência em seis jogos sucessivos; quatro jogando pelo Chelsea e dois pelo Arsenal durante a temporada 2010–11. Quatro dias depois ele marcou seu primeiro gol pelo clube, tendo feito o primeiro gol no empate por 1–1 em casa contra o Schalke 04, na primeira partida do Chelsea da fase de grupos da Liga dos Campeões da UEFA.
Seu primeiro gol pelo Chelsea na Premier League foi numa vitória por 2–1 sobre o Crystal Palace, no dia 18 de outubro. O espanhol encerrou a temporada como uma das peças fundamentais dos Blues na conquista do quinto título inglês do Chelsea, sendo o líder de assistências na Premier League, totalizando 18 assistências em 34 partidas disputadas.

#### 2015–16
Fàbregas marcou seu primeiro gol da temporada no dia 16 de setembro, na goleada por 4–0 contra o Maccabi Tel Aviv, em jogo válido pela fase de grupos da Liga dos Campeões da UEFA. Em dezembro, Fàbregas, Diego Costa e Oscar foram ridicularizados pela torcida após a demissão de José Mourinho, com os torcedores acreditando que a conduta do trio e as performances ruins eram as principais culpadas pela má fase da equipe. O meia marcou seu último gol na temporada no dia 15 de maio de 2016, depois de converter um pênalti no empate em 1–1 contra o Leicester, então campeão da Premier League. O jogador espanhol encerrou a temporada com seis gols marcados, sendo cinco pela Premier League, além de sete assistências distribuídas.

#### 2016–17
Com a chegada do italiano Antonio Conte, Fábregas demonstrou novamente excelente desempenho com os Blues, sendo peça fundamental na campanha do sexto título da Premier League da história do clube. Esteve novamente próximo dos líderes no índice de assistências, completando 12 passes para gol ao longo da temporada da Premier League.
Teve papel decisivo no dia 3 de dezembro de 2016, na vitória emblemática sobre o Manchester City por 3–1 em pleno Etihad Stadium. O Chelsea perdia por 1–0 quando Fàbregas acionou Diego Costa com um passe longo, e o mesmo conduziu a bola até finalizar e empatar a partida. Já no dia 25 de fevereiro de 2017, o espanhol realizou seu 300° jogo na Premier League, marcando um gol, dando uma assistência e ajudando o Chelsea a derrotar o Swansea por 3–1. Na mesma partida, ele também chegou a 102 assistências na Premier League, igualando Frank Lampard como o segundo maior garçom de toda a história do campeonato.

#### 2018–19
Em janeiro, Fábregas deixou o Chelsea para assinar com o Monaco por três anos e meio, encerrando assim sua passagem por Stamford Bridge com 198 partidas e 22 gols marcados.

### Monaco
Foi anunciado como novo reforço do Monaco no dia 11 de janeiro de 2019, assinando um contrato de três anos e meio com o clube francês.
| “               | É um grande prazer chegar ao Monaco, um novo projeto para mim. O grupo é de qualidade, com jovens jogadores e um jovem treinador. Estou aqui para ajudar a equipe, estou ansioso para começar, temos um grande jogo para jogar em Marselha no domingo. Estou muito animado. | ” |
| — Cesc Fábregas | |   |

Sem renovação ao final de seu contrato, o jogador despediu-se do time monesgasco em julho de 2022. No total atuou em 68 partidas, marcou quatro gols e deu nove assistências.

### Como

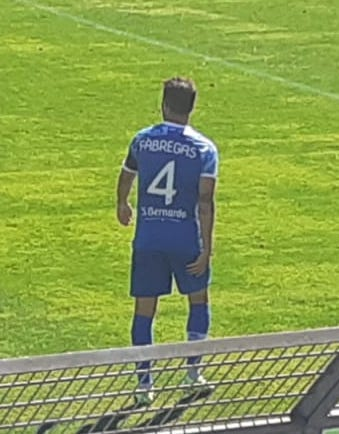
Fàbregas atuando pelo Como em 2022

Foi anunciado pelo Como no dia 1 de agosto de 2022, chegando sem custos ao clube italiano. Em sua única temporada pela equipe (a última como jogador profissional), o meio-campista disputou a Segunda Divisão Italiana e atuou em 17 partidas, não marcou gols e deu apenas duas assistências. Com uma campanha irregular, o Como terminou na 13ª posição e não conseguiu o acesso.

### Aposentadoria
Anunciou sua aposentadoria no dia 1 de julho de 2023, aos 36 anos. O espanhol declarou que seu objetivo seria estudar para se tornar treinador, algo que já havia discutido no passado.

## Seleção Nacional
Passou por todas as categorias da Seleção Espanhola, desde o Sub-16.
Foi vice-campeão do Mundial Sub-17 de 2003, realizado na Finlândia. Apesar de ter atuado no meio campo, foi o artilheiro e eleito o melhor jogador do torneio, que foi vencido pelo Brasil.
Devido ao seu destacável desempenho pelo Arsenal nos jogos finais da Liga dos Campeões da UEFA de 2005–06, o treinador Luis Aragonés optou por convocá-lo para um amistoso preparatório para a Copa do Mundo. No dia 1 de março de 2006, Fàbregas enfim estreou pela Seleção principal, substituindo Xavi Hernández na vitória da Espanha sobre a Costa do Marfim por 3–2. Cesc foi bastante elogiado pelo seu treinador e pela imprensa esportiva espanhola, e era muito provável que o jovem meia teria uma chance entre os 23 convocados para o torneio.

### Copa do Mundo FIFA de 2006
Em 15 de maio de 2006, Aragonés divulgou a lista dos convocados para a disputa da Copa do Mundo, onde se confirmou o que já era esperado: com apenas 19 anos de idade, Fàbregas havia sido convocado.
Atuou em todas as partidas do torneio, entrando durante o decorrer delas ou iniciando como titular. Iniciou como titular o jogo das oitavas de final contra a França, onde a Espanha viu suas chances de título irem por água abaixo graças a um inspirado Zinédine Zidane, que viria a ser eleito o melhor jogador do torneio.

### Eurocopa 2008

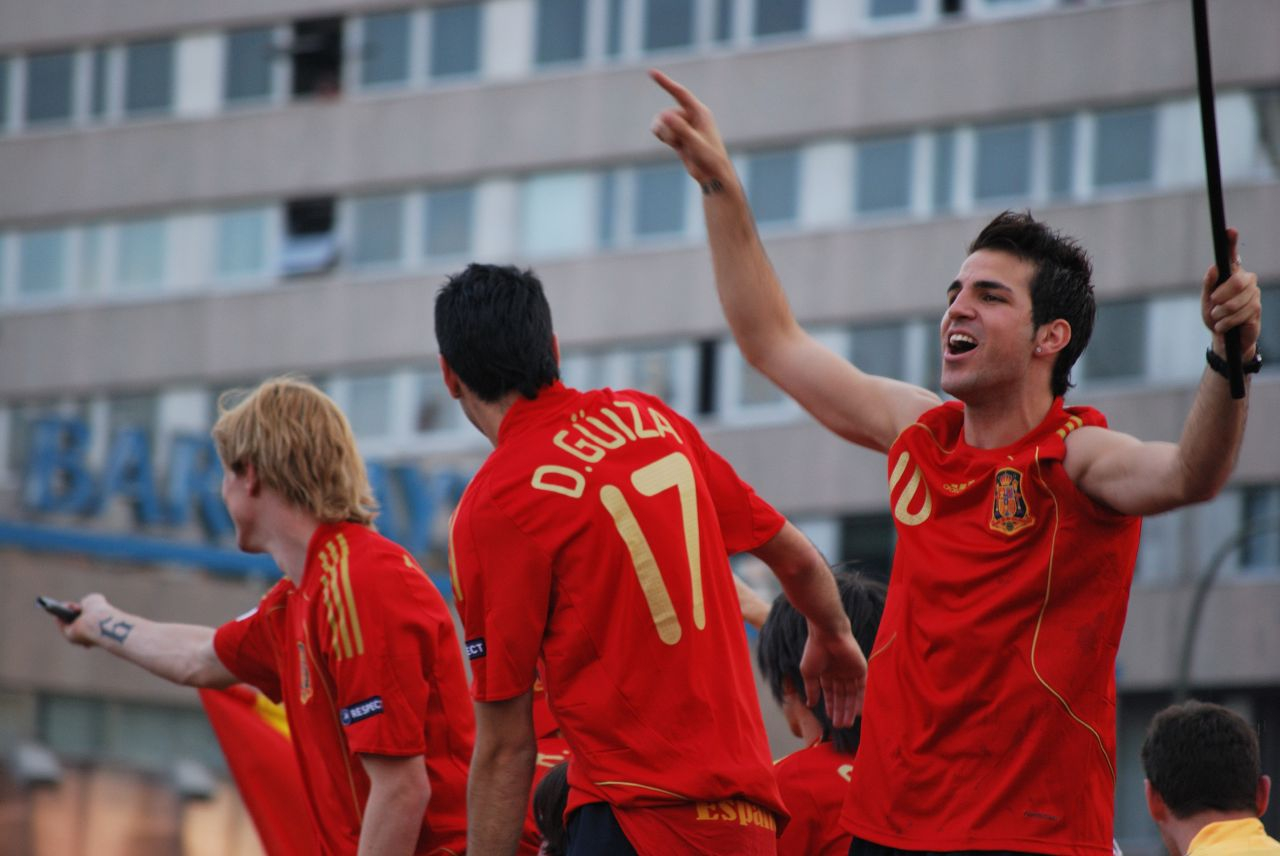
Fàbregas comemorando o título da Euro 2008 com a Espanha

Com suas ótimas atuações na Seleção Espanhola, foi convocado para a Euro 2008, torneio que viria a ser conquistado por sua Seleção. Mesmo sendo reserva, foi um dos maiores destaques da equipe, terminando a competição como um dos selecionados pela UEFA para a seleção do torneio.

### Copa do Mundo de 2010
Foi incluído na lista dos 23 convocados do treinador Vicente del Bosque para a Copa do Mundo FIFA de 2010, e escolhido, por ser uma grande promessa no futebol, para ser o novo ídolo da Seleção Espanhola, vestindo nada menos do que a camisa 10.
Apesar de ser reserva, atuou em quatro dos sete jogos da Seleção Espanhola na Copa, inclusive na grande final, onde entrou aos 87 minutos e participou de toda a prorrogação. Os espanhóis venceram pelo placar mínimo, e foi de Fàbregas o passe que originou o gol de Andrés Iniesta aos 116 minutos de jogo. A Espanha sagrou-se campeã do mundo de futebol pela primeira vez, naquela que é apontada por muitos como a melhor Seleção Espanhola de todos os tempos.

### Copa do Mundo de 2014
Foi convocado para disputar a Copa do Mundo de 2014, realizada no Brasil.

## Carreira como treinador
Logo após sua aposentadoria como jogador, o espanhol foi anunciado como novo treinador do time B do Como, assumindo o clube a partir da temporada 2023–24. No dia 13 de novembro de 2023, após a saída de Moreno Longo, foi anunciado que Cesc Fàbregas assumiria interinamente o comando da equipe principal.
Após o clube contratar Osian Roberts, Fàbregas continuou na comissão técnica do treinador. A equipe conseguiu o acesso à Serie A, finalizando o campeonato em segundo lugar.
Promovido ao posto de treinador principal na temporada 2024–25, Fàbregas conquistou seu primeiro triunfo no dia 24 de setembro de 2024, em um 3–2 fora de casa contra a Atalanta, sendo essa a primeira vitória do Como na elite italiana desde 2003.

## Estatísticas
Atualizadas até 21 de setembro de 2021

### Clubes
| Clube             | Temporada         | Liga  | Liga | Liga    | Copas¹ | Copas¹ | Copas¹  | Competições europeias² | Competições europeias² | Competições europeias² | Supercopa nacional | Supercopa nacional | Supercopa nacional | Supercopa europeia | Supercopa europeia | Supercopa europeia | Total | Total | Total   |
| Clube             | Temporada         | Jogos | Gols | Assist. | Jogos  | Gols   | Assist. | Jogos                  | Gols                   | Assist.                | Jogos              | Gols               | Assist.            | Jogos              | Gols               | Assist.            | Jogos | Gols  | Assist. |
| ----------------- | ----------------- | ----- | ---- | ------- | ------ | ------ | ------- | ---------------------- | ---------------------- | ---------------------- | ------------------ | ------------------ | ------------------ | ------------------ | ------------------ | ------------------ | ----- | ----- | ------- |
| Arsenal           | 2003–04           | 0     | 0    | 0       | 3      | 1      | 0       | 0                      | 0                      | 0                      | 0                  | 0                  | 0                  | 0                  | 0                  | 0                  | 3     | 1     | 0       |
| Arsenal           | 2004–05           | 33    | 2    | 2       | 8      | 0      | 1       | 5                      | 1                      | 0                      | 1                  | 0                  | 0                  | 0                  | 0                  | 0                  | 47    | 3     | 3       |
| Arsenal           | 2005–06           | 35    | 3    | 5       | 2      | 1      | 0       | 13                     | 1                      | 1                      | 1                  | 1                  | 0                  | 0                  | 0                  | 0                  | 51    | 6     | 6       |
| Arsenal           | 2006–07           | 38    | 2    | 7       | 6      | 0      | 1       | 10                     | 2                      | 1                      | 0                  | 0                  | 0                  | 0                  | 0                  | 0                  | 54    | 4     | 9       |
| Arsenal           | 2007–08           | 32    | 7    | 20      | 3      | 0      | 0       | 10                     | 6                      | 2                      | 0                  | 0                  | 0                  | 0                  | 0                  | 0                  | 45    | 13    | 22      |
| Arsenal           | 2008–09           | 22    | 3    | 10      | 1      | 0      | 0       | 10                     | 0                      | 6                      | 0                  | 0                  | 0                  | 0                  | 0                  | 0                  | 33    | 3     | 16      |
| Arsenal           | 2009–10           | 27    | 15   | 15      | 1      | 0      | 1       | 8                      | 4                      | 2                      | 0                  | 0                  | 0                  | 0                  | 0                  | 0                  | 36    | 19    | 18      |
| Arsenal           | 2010–11           | 25    | 3    | 13      | 6      | 3      | 1       | 5                      | 3                      | 2                      | 0                  | 0                  | 0                  | 0                  | 0                  | 0                  | 36    | 9     | 16      |
| Total             | Total             | 212   | 35   | 72      | 30     | 5      | 4       | 61                     | 17                     | 14                     | 2                  | 1                  | 0                  | 0                  | 0                  | 0                  | 305   | 58    | 90      |
| Barcelona         | 2011–12           | 28    | 9    | 10      | 9      | 3      | 2       | 11                     | 3                      | 3                      | 1                  | 0                  | 0                  | 1                  | 1                  | 0                  | 50    | 16    | 15      |
| Barcelona         | 2012–13           | 32    | 11   | 12      | 8      | 2      | 1       | 8                      | 1                      | 0                      | 1                  | 0                  | 0                  | 0                  | 0                  | 0                  | 49    | 14    | 13      |
| Barcelona         | 2013–14           | 36    | 8    | 14      | 10     | 4      | 7       | 9                      | 1                      | 1                      | 2                  | 0                  | 0                  | 0                  | 0                  | 0                  | 57    | 13    | 22      |
| Total             | Total             | 96    | 28   | 36      | 27     | 9      | 10      | 28                     | 5                      | 4                      | 4                  | 0                  | 0                  | 1                  | 1                  | 0                  | 156   | 43    | 50      |
| Chelsea           | 2014–15           | 34    | 3    | 19      | 5      | 0      | 1       | 8                      | 2                      | 4                      | 0                  | 0                  | 0                  | 0                  | 0                  | 0                  | 47    | 5     | 24      |
| Chelsea           | 2015–16           | 37    | 5    | 7       | 5      | 0      | 1       | 7                      | 1                      | 1                      | 1                  | 0                  | 0                  | 0                  | 0                  | 0                  | 50    | 6     | 9       |
| Chelsea           | 2016–17           | 29    | 5    | 12      | 8      | 2      | 1       | 0                      | 0                      | 0                      | 0                  | 0                  | 0                  | 0                  | 0                  | 0                  | 37    | 7     | 13      |
| Chelsea           | 2017–18           | 32    | 2    | 4       | 9      | 0      | 4       | 8                      | 1                      | 1                      | 1                  | 0                  | 0                  | 0                  | 0                  | 0                  | 50    | 3     | 9       |
| Chelsea           | 2018–19           | 6     | 0    | 0       | 5      | 1      | 0       | 5                      | 0                      | 2                      | 1                  | 0                  | 0                  | 0                  | 0                  | 0                  | 17    | 1     | 2       |
| Total             | Total             | 138   | 15   | 42      | 32     | 3      | 7       | 28                     | 4                      | 8                      | 3                  | 0                  | 0                  | 0                  | 0                  | 0                  | 201   | 22    | 57      |
| Monaco            | 2018–19           | 13    | 1    | 0       | 2      | 0      | 0       | 0                      | 0                      | 0                      | 0                  | 0                  | 0                  | 0                  | 0                  | 0                  | 15    | 1     | 0       |
| Monaco            | 2019–20           | 18    | 0    | 3       | 4      | 0      | 0       | 0                      | 0                      | 0                      | 0                  | 0                  | 0                  | 0                  | 0                  | 0                  | 22    | 0     | 3       |
| Monaco            | 2020–21           | 21    | 2    | 3       | 5      | 1      | 3       | 0                      | 0                      | 0                      | 0                  | 0                  | 0                  | 0                  | 0                  | 0                  | 26    | 3     | 6       |
| Monaco            | 2021–22           | 2     | 0    | 0       | 0      | 0      | 0       | 3                      | 0                      | 0                      | 0                  | 0                  | 0                  | 0                  | 0                  | 0                  | 0     | 0     | 0       |
| Total             | Total             | 54    | 3    | 6       | 11     | 1      | 3       | 3                      | 0                      | 0                      | 0                  | 0                  | 0                  | 0                  | 0                  | 0                  | 68    | 4     | 9       |
| Total na carreira | Total na carreira | 498   | 81   | 156     | 99     | 18     | 24      | 120                    | 26                     | 26                     | 9                  | 1                  | 0                  | 1                  | 1                  | 0                  | 730   | 127   | 206     |

¹Incluindo a Copa da Inglaterra, Copa da Liga Inglesa, Supercopa da Inglaterra, Copa do Rei, Supercopa da Espanha, Copa da França e a Supercopa da França
²Incluindo a Liga dos Campeões da UEFA e a Liga Europa da UEFA

### Seleção Nacional
| Ano   |       |      |         |
| Ano   | Jogos | Gols | Assist. |
| ----- | ----- | ---- | ------- |
| 2006  | 14    | 0    | 4       |
| 2007  | 8     | 0    | 3       |
| 2008  | 15    | 1    | 7       |
| 2009  | 10    | 4    | 5       |
| 2010  | 10    | 1    | 2       |
| 2011  | 4     | 2    | 0       |
| 2012  | 13    | 3    | 5       |
| 2013  | 11    | 2    | 3       |
| 2014  | 8     | 0    | 1       |
| 2015  | 8     | 1    | 4       |
| 2016  | 9     | 1    | 2       |
| Total | 110   | 15   | 36      |

|     | Data                   | Local                      | Adversário    | Placar | Resultado | Competição                          |
| --- | ---------------------- | -------------------------- | ------------- | ------ | --------- | ----------------------------------- |
| 1.  | 10 de junho de 2008    | Innsbruck, Áustria         | Rússia        | 4–1    | 4–1       | Euro 2008                           |
| 2.  | 14 de junho de 2009    | Rustenburgo, África do Sul | Nova Zelândia | 4–0    | 5–0       | Copa das Confederações FIFA de 2009 |
| 3.  | 9 de setembro de 2009  | Mérida, Espanha            | Estónia       | 1–0    | 3–0       | Elim. Copa do Mundo de 2010         |
| 4.  | 10 de outubro de 2009  | Erevan, Armênia            | Armênia       | 0–1    | 1–2       | Elim. Copa do Mundo de 2010         |
| 5.  | 18 de novembro de 2009 | Viena, Áustria             | Áustria       | 1–1    | 1–5       | Amistoso                            |
| 6.  | 8 de junho de 2010     | Murcia, Espanha            | Polónia       | 4–0    | 6–0       | Amistoso                            |
| 7.  | 2 de setembro de 2011  | St. Gallen, Suíça          | Chile         | 2–2    | 3–2       | Amistoso                            |
| 8.  | 2 de setembro de 2011  | St. Gallen, Suíça          | Chile         | 3–2    | 3–2       | Amistoso                            |
| 9.  | 10 de junho de 2012    | Gdańsk, Polônia            | Itália        | 1–1    | 1–1       | Euro 2012                           |
| 10. | 14 de junho de 2012    | Gdańsk, Polônia            | Irlanda       | 4–0    | 4–0       | Euro 2012                           |
| 11. | 15 de agosto de 2012   | Bayamón, Porto Rico        | Porto Rico    | 0–2    | 1–2       | Amistoso                            |
| 12. | 6 de fevereiro de 2013 | Doha, Catar                | Uruguai       | 1–0    | 3–1       | Amistoso                            |
| 13. | 8 de junho de 2013     | Miami, Estados Unidos      | Haiti         | 2–0    | 2–1       | Amistoso                            |
| 14. | 11 de junho de 2015    | Leão, Espanha              | Costa Rica    | 2–1    | 2–1       | Amistoso                            |
| 15. | 1 de junho de 2015     | Salzburgo, Áustria         | Coreia do Sul | 2–0    | 6–1       | Amistoso                            |

## Títulos
Arsenal
- Supercopa da Inglaterra: 2004
- Copa da Inglaterra: 2004–05

Barcelona
- Supercopa da Espanha: 2011 e 2013
- Supercopa da UEFA: 2011

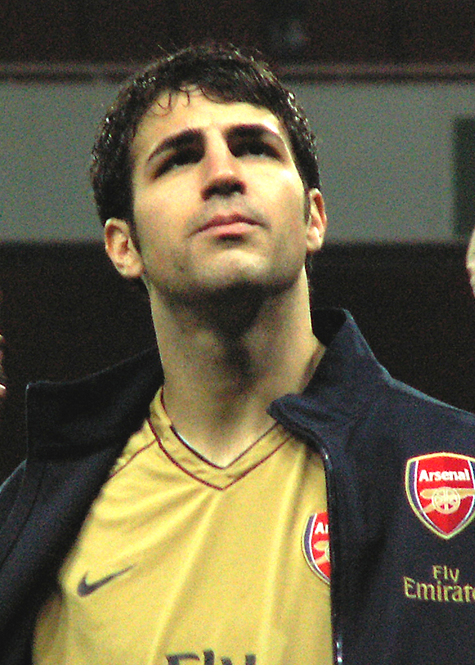
Fàbregas em janeiro de 2008, antes de uma partida contra o Newcastle

- Copa do Mundo de Clubes da FIFA: 2011
- Copa do Rei: 2011–12
- La Liga: 2012–13

Chelsea
- Premier League: 2014–15 e 2016–17
- Copa da Liga Inglesa: 2014–15
- Copa da Inglaterra: 2017–18
- Liga Europa da UEFA: 2018–19[54]

Seleção Espanhola
- Eurocopa: 2008 e 2012
- Copa do Mundo FIFA: 2010

### Prêmios individuais
- Melhor jogador da Copa do Mundo FIFA Sub-17: 2003
- Artilheiro da Copa do Mundo FIFA Sub-17: 2003 (5 gols)
- Melhor jogador da Euro Sub-17: 2004
- Troféu Bravo: 2006
- Golden Boy: 2006
- Time do Ano da UEFA: 2006 e 2008
- Jogador do mês da Premier League: janeiro de 2007 e setembro de 2007[55]
- Jogador Jovem do Ano pela PFA: 2007–08
- Equipe do Ano pela PFA: 2007–08 e 2009–10
- Líder de assistências da Premier League: 2007–08 e 2014–15
- Equipe da Euro: 2008 e 2012
- Equipe do ano pela European Sports Magazines: 2007–08, 2009–10 e 2014–15